# (1965) van de Kamp
(1965) van de Kamp és un asteroide que forma part del cinturó d'asteroides i va ser descobert per Ingrid van Houten-Groeneveld, Cornelis Johannes van Houten i Tom Gehrels des de l'observatori de Mont Palomar, Estats Units, el 24 de setembre de 1960.

## Designació i nom
Van de Kamp va rebre al principi la designació de 2521 P-L. Posteriorment es va anomenar en honor de l'astrònom neerlandès Peter van de Kamp (1901-1995).

## Característiques orbitals
Van de Kamp orbita a una distància mitjana de 2,568 ua del Sol, podent allunyar-se fins a 2,839 ua i acostar-se fins a 2,297 ua. Té una inclinació orbital de 2,22° i una excentricitat de 0,1056. Empra 1.503 dies a completar una òrbita al voltant del Sol.